# Aminia
Amìnia è una figura della mitologia greca, legata al mito di Narciso.

## Il mito
Aminia era un giovane innamorato di Narciso, il vanitoso che venerava sé stesso. Secondo Conone,
Narciso respingeva tutti i suoi molti innamorati, sia donne che uomini, fino a farli desistere. Solo Aminia non si dava per vinto. Narciso gli chiese di stargli lontano se veramente l'avesse amato, ma il ragazzo, tornato nuovamente, gli domandò un pegno d'amore. Narciso allora gli donò una spada, affinché si uccidesse. Aminia, prendendo in parola Narciso, si trafisse davanti alla sua casa, dopo però aver invocato gli dei per ottenere una giusta vendetta.
La punizione non tardò ad arrivare: un giorno Narciso vide il suo riflesso in uno specchio d'acqua e s'innamorò perdutamente della propria immagine. Si strusse talmente in quest'amore impossibile, tanto da giungere col tempo a consumarsi lentamente fino a morirne.